# Joseph Max von Liechtenstern
Joseph Max von Liechtenstern (* 12. Februar 1765 in Wien; † 10. Oktober 1828 in Buchholz bei Berlin) war ein österreichischer Geograph, Kartograph und Statistiker.

## Leben
Der Sohn einer adeligen Offiziersfamilie studierte bis 1785 Rechtswissenschaften in Wien und stand anschließend im Verwaltungsdienst von großadeligen Gütern in der Steiermark, Ungarn, Böhmen, Kärnten und Tirol. Hier gewann er Kenntnisse über das Leben „diverser Menschenklassen“ und von „ihren täglichen Geschäften“ in „den politischen und rechtlichen Verhältnissen“. Diese Beobachtungen bildeten die geographische, kartographische und statistische Grundlage seiner späteren wissenschaftlichen und publizistischen Tätigkeit. 1790 gründete er in Wien die Cosmographische Gesellschaft (ab 1797 Cosmographisches Institut), die bis 1811 eine Vielzahl an Karten und Statistiken herausgab, darunter den „Ungarischen Producten-Atlas“ und den „Österreichischen Nationalatlas“. Damit schuf er die Vorläuferorganisation der ab 1856 bestehenden „Österreichischen Geographischen Gesellschaft“. So entstand eine Geografen- und Kartografenschule, aus der u. a. Dominik Kindermann, Franz Sartori,  Carl W. Blumenbach und Franz Xaver Schweickhardt hervorgingen. Mit seiner umfangreichen Herausgebertätigkeit, die auch Karten für den Schul- und Zivilgebrauch umfassten, konnte sich Liechtenstern als Unternehmer am Markt der Privatkartographie etablieren. 1799 kam sein Sohn Theodor von Liechtenstern zur Welt. 1815 lehrte er als Professor für Statistik an der Universität Wien. Als man ihn 1819 nicht mit dem Aufbau des von ihm geplanten Statistischen Büros betraute – dieses wurde ein Jahr nach seinem Tod auf der Grundlage seiner Richtlinien ins Leben gerufen –, verließ er Österreich in Richtung Deutschland.

## Schriften (Auswahl)
- Statistisch-geographische Beschreibung des Erzherzogthums Oestreich unter der Ens. Wien / Leipzig 1791.
- Statistische Uebersicht des oesterreichischen Kaiser-Staats: nach dessen Zustande in dem Anfange des Jahres 1809. Mit einer Karte dieser Monarchie. 2. Aufl., Wien 1809.
- Kurze Nachricht von der Verfassung und den Beschäftigungen des Cosmographischen Instituts in Wien seit seinem Anfange bis zum Jahre 1811 als Einleitung zu diesem Werke. In: Cosmographisches Institut (Hrsg.): Archiv für Welt-Erde- und Staatenkunde, ihre Hilfswissenschaften und Litteratur. Band 1, Wien 1811, S. II–IX.